# Haven (Band)
Haven war eine britische Indie-Rock-Band. Sie wurde 1998 in Manchester gegründet; ursprünglich stammen ihre Mitglieder aus Cornwall.

## Geschichte
Entdeckt wurde die Band von Johnny Marr, dem Gitarristen der britischen Kultband The Smiths. Anlass war eine zufällige Begegnung in einem Plattenladen: Marr plauderte mit dem Gitarristen von Haven über das Album Happy Trails von Quicksilver Messenger Service. Das Debütalbum Between The Senses wurde im Februar 2002 veröffentlicht. Die Stücke Say Something und Til The End erreichten 2002 die Top 40 der britischen Charts.

## Diskografie
Studioalben
- Between the Senses (Februar 2002)
- All for a Reason (März 2004)

Singles
- Til the End (April 2001)
- Beautiful Thing (Juli 2001)
- Let It Live (September 2001)
- Say Something (Januar 2002)
- Til the End (April 2002)
- Let It Live (Juni 2002)
- Tell Me (Juli 2003)
- Wouldn’t Change a Thing (März 2004)